# سو یوشیتوشی

مون خاندان سو

سو یوشیتوشی (به ژاپنی: 宗 義智 Sō Yoshitoshi) ۱۵۶۸- ژانویه ۱۶۱۵ یک دایمیو (ارباب فئودال) از خاندان سو ارباب قلمروی تسوشیما-فوچو در پایان ژاپن دوره سنگوکو و اوایل دوره ادو بود. به عنوان یوشیتومو نیز خوانده می‌شود.
سو یوشیتوشی تحت تأثیر کونیشی یوکیناگا، به دین مسیحیت درآمد و غسل تعمید داده شد و نام «داریو» را پذیرفت. او در زمان تویوتومی هیده‌یوشی، در تهاجم هیده‌یوشی به کره (۱۵۹۸–۱۵۹۲) شرکت کرد و فرمانده یک سپاه در محاصره بوسان بود. خاندان سو در سال ۱۶۰۰ در نبرد سکیگاهارا شرکت نکرد.